# 1426 en santé et médecine
| Années de la santé et de la médecine : 1423 - 1424 - 1425 - 1426 - 1427 - 1428 - 1429    |
| Décennies de la santé et de la médecine : 1390 - 1400 - 1410 - 1420 - 1430 - 1440 - 1450 |

Cet article présente les faits marquants de l'année 1426 en santé et médecine.

## Événements
- 3 janvier : fin de la construction à Saint-Avold, en Lorraine, par Anselm et Elkine Van der Linden, d'un hôtel-Dieu destiné à recevoir « les pauvres, les ecclésiastiques, les pèlerins et les étudiants de passage[1],[2] ».
- Juillet : à la demande des docteurs parisiens, le pape Martin V ordonne que toute personne « infectée ou suspecte d'une maladie contagieuse » se rende aux convocations de la Faculté pour y être soumise « à un examen et jugement[3] ».
- 18 octobre : ouverture de la faculté de médecine de Louvain, en Brabant, « sous la direction de Jean de Neele († 1463), maître ès arts et docteur en médecine originaire de Bréda[4] ».
- La licence ou la maîtrise ès arts est exigée des candidats au baccalauréat en médecine[3].
- Première connue en France, une annulation de mariage est prononcée pour impuissance sexuelle[5].
- Benedetto Guidalotti, évêque de Recanati, fonde à Pérouse, avec l'approbation du pape Martin V, le Collegio di S. Girolamo, réservé à des étudiants en droit ou en médecine étrangers et pauvres[6].
- Masaccio peint Saint Pierre guérit l'infirme et ressuscite Tabitha, et, selon Carlos Hugo Espinel, en représentant « une personne non seulement avec une infirmité neuromusculaire mais avec des adaptations fonctionnelles, il anticiperait la discipline de la physiopathologie[7] ».

## Publication
- Redécouverte, par Nicolas de Cues (1400-1464), du texte du De medicina de Celse (c. -27-c. 37), principale des sources dont nous disposons sur la médecine sous l'Empire romain[8].

## Personnalités
- Vers 1426 : fl. Vuillemate, sage-femme à Montby, en Franche-Comté[9].
- 1394-1426 : fl. Nicolas Joliette, médecin, au service de Marguerite de Bourgogne, duchesse de Guyenne, fille de Jean sans Peur, en 1418, et de Marguerite, fille d'Albert IV, duc d'Autriche, et nièce de Marguerite de Bavière[10].

## Décès
- 1426 au plus tard : Bernard Duvigneau (né à une date inconnue), docteur ès arts et en médecine, propriétaire à Bordeaux[9].
- Après 1426 : Velasco de Tarente (es) (né à une date inconnue), clerc et médecin portugais, professeur à Bordeaux, auteur d'un Tractatus de epidemia et peste[11] et d'une Practica, imprimés pour la première fois, respectivement à Lyon en 1490 et à Turin en 1473[12].